# I liga polska w rugby (1958)
I liga polska w rugby (1958) – druga edycja najwyższej klasy ligowych rozgrywek klubowych rugby union w Polsce. Tytuł mistrza kraju zdobył AZS Warszawa.

## Uczestnicy rozgrywek
Do rozgrywek drugiego sezonu I ligi przystąpiło 10 drużyn – wszystkie, które pozostały spośród utworzonych w latach 1955–1956. Do rozgrywek nie przystąpiły m.in. dwie spośród trzech drużyn, które wywalczyły do nich awans – Juvenia Kraków i Varsovia Warszawa.
Ostatecznie na starcie stanęły następujące drużyny:
| drużyna           | uwagi |
| AZS Warszawa      | w poprzednim sezonie 1. miejsce (obrońca tytułu mistrzowskiego)                                                        |
| Czarni Bytom      | drużyna przejęta z Górnika Dymitrow Bytom, który w poprzednim sezonie zajął 2. miejsce                                 |
| Górnik Kochłowice | w poprzednim sezonie 3. miejsce                                                                                        |
| AZS Gdańsk        | w poprzednim sezonie 4. miejsce                                                                                        |
| Lotnik Warszawa   | drużyna przeszła z Grochowa Warszawa, który w poprzednim sezonie zajął 5. miejsce                                      |
| AZS Szczecin      | część zawodników przejęta z Czarnych Szczecin, którzy w poprzednim sezonie nie ukończyli rozgrywek i zajęli 6. miejsce |
| Włókniarz Łódź    | drużyna przejęta ze Startu Łódź, który w poprzednim sezonie nie ukończył rozgrywek i zajął 7. miejsce                  |
| Posnania Poznań   | w poprzednim sezonie zwycięzca okręgu gdańskiego II ligi                                                               |
| Lechia Gdańsk     | w poprzednim sezonie 2. miejsce w okręgu gdańskim II ligi                                                              |
| AZS Lublin        | |

## Przebieg rozgrywek
Rozgrywki toczyły się w systemie wiosna–jesień, w formacie ligowym (mecze rozgrywano systemem każdy z każdym, mecz i rewanż). Wyniki spotkań:
|                   | AZS Warszawa | Czarni Bytom | Górnik Kochłowice | AZS Gdańsk | Lotnik Warszawa | AZS Szczecin | Włókniarz Łódź | Posnania Poznań | Lechia Gdańsk | AZS Lublin |
| AZS Warszawa      | –            | 11:10        | 11:3              | 6:3        | 16:6            | 28:3         | 26:0           | 29:0            | 27:5          | 31:0       |
| Czarni Bytom      | 8:3          | –            | 9:0               | 6:3        | 13:0            | 47:8         | 46:3           | 17:5            | 32:0          | 16:0       |
| Górnik Kochłowice | 12:6         | 9:0 (wo)     | –                 | 6:3        | 5:6             | 17:9         | 9:6            | 9:0 (wo)        | 13:0          | 11:0       |
| AZS Gdańsk        | 9:8          | 8:6          | 11:3              | –          | 14:3            | 17:8         | 18:6           | 11:9            | 9:0 (wo)      | 19:3       |
| Lotnik Warszawa   | 0:19         | 3:6          | 21:6              | 3:6        | –               | 22:0         | 9:9            | 25:0            | 6:3           | 14:0       |
| AZS Szczecin      | 6:8          | 3:23         | 9:0 (wo)          | 0:16       | 14:3            | –            | 5:3            | 8:9             | 6:14          | 9:11       |
| Włókniarz Łódź    | 3:19         | 0:15         | 3:3               | 6:9        | 14:6            | 24:0         | –              | 12:14           | 14:12         | 9:6        |
| Posnania Poznań   | 8:20         | 14:12        | 14:3              | 8:6        | 20:3            | 15:13        | 15:8           | –               | 9:3           | 14:14      |
| Lechia Gdańsk     | 0:45         | 0:12         | 3:6               | 0:24 (wo)  | 10:3            | 3:3          | 3:3            | 0:3             | –             | 9:0        |
| AZS Lublin        | 0:45         | 0:17         | 0:15              | 6:14       | 9:3             | 14:3         | 0:0            | 8:16            | 9:0 (wo)      | –          |

## Tabela końcowa
Tabela końcowa:
| Miejsce | Drużyna           | Punkty | Bilans punktów |
| ------- | ----------------- | ------ | -------------- |
| 1.      | AZS Warszawa      | 48     | 358:76         |
| 2.      | AZS Gdańsk        | 46     | 197:90         |
| 3.      | Czarni Bytom      | 45     | 295:78         |
| 4.      | Posnania Poznań   | 40     | 173:201        |
| 5.      | Górnik Kochłowice | 38     | 130:11         |
| 6.      | Lotnik Warszawa   | 31     | 136:164        |
| 7.      | Włókniarz Łódź    | 30     | 123:215        |
| 8.      | AZS Lublin        | 28     | 80:245         |
| 9.      | AZS Szczecin      | 25     | 107:274        |
| 10.     | Lechia Gdańsk     | 24     | 68:211         |